# Vladimir Poljakov
Vladimir Poljakov (rusky Владимир Поляков, * 17. dubna 1960) je bývalý sovětský atlet ruské národnosti, jehož specializací byl skok o tyči.

## Kariéra
V roce 1979 se stal v polské Bydhošti juniorským mistrem Evropy. O rok později získal na halovém ME v tehdy západoněmeckém Sindelfingenu stříbro. Na halovém ME 1981 v Grenoblu obsadil 7. místo a v témže roce získal stříbro na světové letní univerziádě v Bukurešti. Stříbrnou medaili získal na ME v atletice 1982 v Athénách, kde skočil 560 cm. Stejnou výšku zdolal také Alexandr Krupskij, díky lepšímu technickému zápisu se však stal mistrem Evropy. V roce 1983 vybojoval v Budapešti titul halového mistra Evropy.

### Světový rekord
26. června 1981 v gruzínském Tbilisi skočil 581 cm, čímž tehdy vylepšil jen šest dní starý světový rekord Francouze Thierryho Vignerona. O rekord Poljakova připravil až 28. srpna 1983 jiný francouzský tyčkař Pierre Quinon, který v Kolíně nad Rýnem překonal 582 cm.